# Волков, Николай Терентьевич
Николай Терентьевич Волков (1913—1956) — подполковник Советской Армии, участник Великой Отечественной войны, Герой Советского Союза (1944).

## Биография
Николай Волков родился 5 мая 1913 года в посёлке Змеиногорск (ныне — город в Алтайском крае) в крестьянской семье. Окончил восемь классов школы, затем рабфак.
В 1934 году Волков окончил Красноярский 1-й лесотехнический институт, после чего работал сначала учителем, а с 1939 года — инспектором Змеиногорского районного отдела народного образования.
12 января 1940 года Волков был призван на службу в Рабоче-крестьянскую Красную Армию, служил в городе Чирчик Ташкентской области Узбекской ССР на должности старшины полковой роты 470-го стрелкового полка 194-й стрелковой дивизии. С августа 1941 года — на фронтах Великой Отечественной войны. Прошёл путь от командира пулемётного взвода до командира стрелкового полка. Принимал участие в боях на Резервном, Брянском, Западном, Центральном, 1-м Белорусском, 1-м и 3-м Прибалтийских фронтах. Три раза был ранен. Участвовал в Смоленском сражении, битве за Москву, Курской битве, битве за Днепр, освобождении Белорусской ССР, Прибалтики, Польши, Висло-Одерской операции, боях в Германии.
К сентябрю 1943 года гвардии майор Николай Волков был заместителем командира 32-го гвардейского стрелкового полка 12-й гвардейской стрелковой дивизии 61-й армии Центрального фронта. Отличился во время битвы за Днепр.
29 сентября 1943 года, разведав место переправы через Днепр, Волков организовал подготовку подручных средств и форсирование реки в районе деревни Глушец Лоевского района Гомельской области. Под его непосредственным командованием подразделения полка отразили несколько вражеских контратак, удержав захваченный плацдарм на западном берегу Днепра.
Указом Президиума Верховного Совета СССР «О присвоении звания Героя Советского Союза генералам, офицерскому, сержантскому и рядовому составу Красной Армии» от 15 января 1944 года за «образцовое выполнение боевых заданий командования по форсированию реки Днепр и проявленные при этом мужество и героизм» гвардии майор Николай Волков был удостоен высокого звания Героя Советского Союза с вручением ордена Ленина и медали «Золотая Звезда» за номером 2936.
В 1948 году Волков окончил Военную академию имени Фрунзе. Командовал полком в ГСВГ, затем в 28-й армии Белорусского военного округа.
С марта 1954 года Волков был преподавателем на Курсах усовершенствования офицерского состава округа.
18 мая 1956 года умерла его жена, после чего Волков стал злоупотреблять алкоголем.
31 августа 1956 года он был освобождён от преподавательской работы на курсах и переведён старшим преподавателем военной кафедры Белорусского института физической культуры и спорта, однако на той работе он ни разу не появился.
10 октября 1956 года он повесился. Похоронен в Гомеле.
Был также награждён тремя орденами Красного Знамени, орденом Отечественной войны 2-й степени, двумя орденами Красной Звезды, а также рядом медалей. В честь Волкова названа улица в Змеиногорске, на центральной площади города установлен его бюст.